# Ernst von Gianini
Ernst Friedrich Alexander Reichsgraf Gianini, Marchese Carpêneto Suavio, kurz häufig Ernst Reichsgraf Giannini oder Ernst Graf Gianini (* 15. Juli 1719 in Schlesien; † 7. März 1775 in Wien) war ein österreichischer Feldmarschallleutnant.

## Leben
Gianini stammte aus einer alten modenesischen Familie. Sein Vater Anton Gianini, ein Gesandter in Wien, wurde 1708 in den Reichsgrafenstand erhoben. Am 27. November 1724 wurde die Familie unter die neuen Herrenstandgeschlechter aufgenommen. Er begann seine militärische Laufbahn im Infanterie-Regiment „Botta“ Nr. 12. Zu Beginn des Siebenjährigen Krieges war er bereits zum Oberstleutnant avanciert. Beim Scharmützel von Náchod am 26. September 1756 wurde er verwundet und geriet kurzzeitig in Gefangenschaft. Nach seiner Rückkehr wurde er im April 1757 zum Oberst befördert. Bei der Belagerung von Olmütz zeichnete er sich durch seinen Mut aus und wurde entsprechend im Nachgang durch Kaiserin Maria Theresia bei der 3. Promotion mit dem Kleinkreuz des Militär-Maria-Theresien-Ordens gewürdigt.
Zu Beginn des Feldzugs 1759 war Gianini Generalquartiermeister unter Laudon und im Jahr darauf stieg er 1760 zum Generalmajor auf. Bei der Belagerung von Schweidnitz konnte er sich 1762 erneut auszeichnen, geriet aber wieder in Kriegsgefangenschaft. Gianini wurde nach seiner Rückkehr am 21. Oktober 1762 mit dem Großkreuz des Militär-Maria-Theresien-Ordens ausgezeichnet und zum Generalfeldmarschallleutnant befördert. Außerdem wurde er zum Direktor der k.u.k. Technische Militärakademie ernannt.
Gianini war verheiratet mit Leopoldina geb. Baronin von Poppen (1728–6. Januar 1773), Erbin von Dirschel und Ehrenberg im Kreis Leobschütz, Tochter des Leopold Rudolf Baron Poppen (gest. 20. Februar 1746) und seiner zweiten Ehefrau, einer Baronin Reisewitz. Die Ehe verlief unglücklich und zerfiel bald. Leopoldine wandte sich dem evangelischen Glauben zu, woraufhin ihre Familie Friedrich den Großen bat, sie in ein katholisches Kloster einzuweisen, was dieser aber unterließ. Leopoldine setzte ihn zum Alleinerben ein, was er ausschlug. Kinder gingen aus der Ehe nicht hervor.